# Tora (helgon)

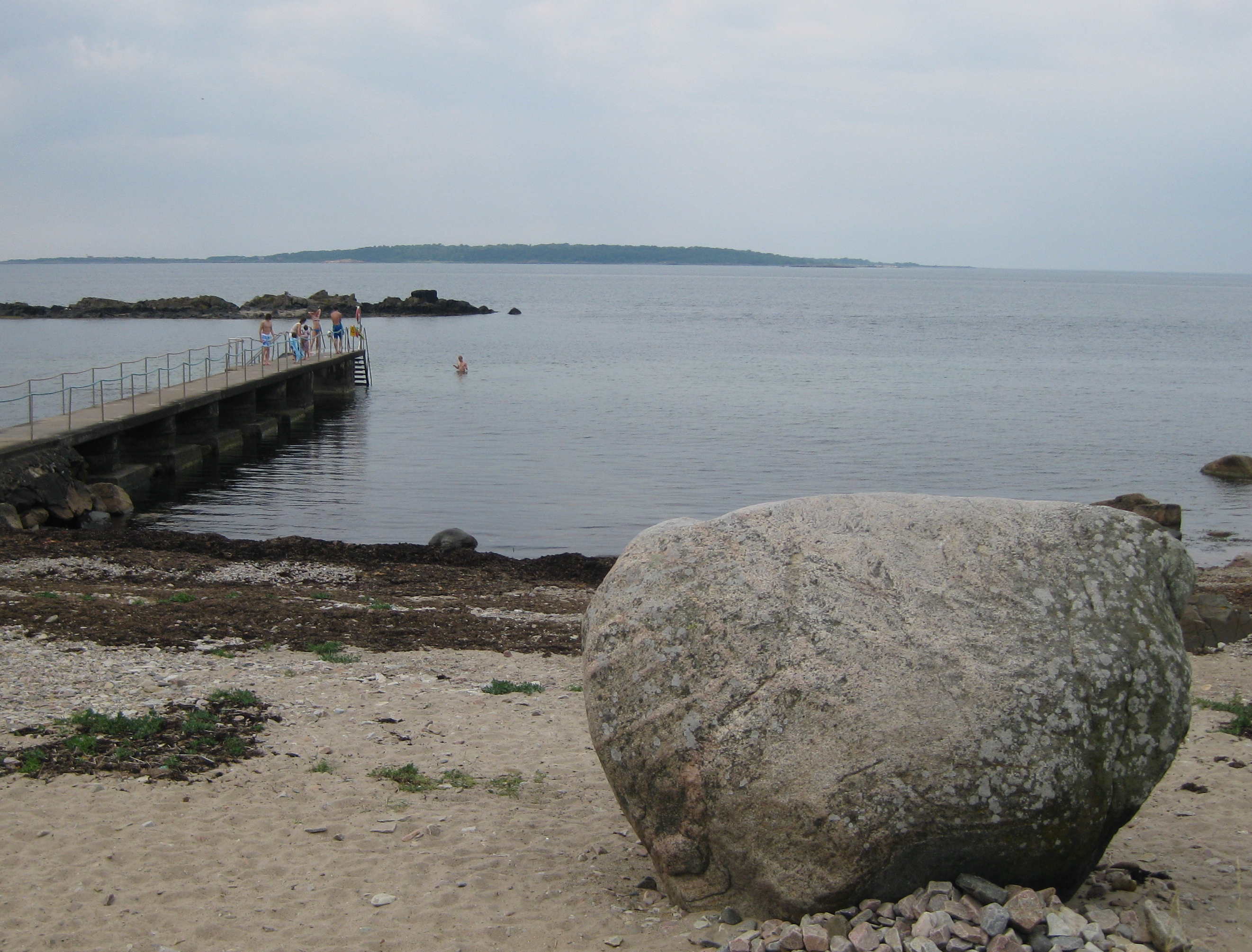
Sankta Toras sten på stranden i Torekov

Sankta Tora (fornsvenska: Thore eller Þore) eller Tore är ett danskt (skånskt) helgon. 

## Hagiografi
Likt sin broder Sankt Arild flöt hon enligt legenden iland med hjälp av en sten. Hon hamnade på andra sidan om Skälderviken i Torekov på Bjärehalvön. En blind man vid namn Frenne fann Thoras lik vid stranden. När han kände på stenen som Thoras lik låg på upptäckte han att hennes kropp fanns inmärkt i stenen exakt så som hon låg. Hennes kropp hade även åstadkommit att en källa brutit fram vid samma plats. Frenne förstod att detta måste vara tecken från Gud på Thoras helighet. Han tog därför tag i hennes finger och strök det över sina ögon. Samtidigt gav han ett löfte till Gud att om han genom Thoras heliga finger fick synen åter skulle han se till att kroppen blev begravd i vigd jord. Efter att ha strukit med Thoras finger över ögonen och bett den korta bönen kunde han åter se.
Frenne skyndade sig genast att ordna med bärhjälp för det heliga barnet till Västra Karups kyrka. Men när bärarna burit kroppen halvvägs till kyrkan blev det så tungt att kroppen inte gick att rubba. De beslöt därför att försöka bära den tillbaka. När de gjorde detta blev den lättare. De förstod nu att detta måste vara ett tecken från Gud att ett kapell skulle byggas över kroppen i närheten av havet.

## Helgondyrkan
Kapellet byggdes och stora skaror pilgrimer började genast vallfärda till helgonets kyrka och reliker. Särskilt givmilt var helgonet med att bota de med ögon- och hudproblem. Skarorna av pilgrimer växte så mycket att man strax var tvungen att bygga ut kapellet. Så blev det gamla kapellet till kor och en valvförsedd kyrka byggdes ihop med denna.
Reformationen utsläckte inte helt kulten av heliga Thora. I slutet av 1800-talet vallfärdade fortfarande människor till den heliga källan. Ett skepp hamnade även under denna tid i sjönöd. När inget hopp längre fanns kvar såg man det som självklart att gemensamt anropa och be till den heliga Thora. Mirakulöst nog klarade besättningen sig. 
Protestantiska präster såg i slutet av 1800-talet till att få slut på kulten, som de betraktade som avgudadyrkan, genom att fylla igen källan. Idag finns varken den eller helige Thoras kyrka kvar. Denna brann ner under 1800-talet. Märkena efter Thoras kropp samt den sten hon flöt iland på går däremot fortfarande att se.